# Osmose Productions
La Osmose Productions è un'etichetta indipendente fondata in Francia nel 1991 da Hervé Herbaut, con sede a Beaurainville e specializzata in death metal, black metal e gothic metal.
Molte delle band della scuderia Osmose Productions si sono poi spostate su etichette come Nuclear Blast, Century Media e Metal Blade.

## Storia della Osmose Productions
Hervé Herbaut, il manager e fondatore della Osmose Productions, coltivò a lungo l'idea di aprire un'etichetta discografica prima di mettere assieme i soldi per crearla. Dopo aver lavorato per tre anni con il suo ex compagno, entrambi decisero di fondare Osmose, "per incoraggiare le migliori band che non potevano essere prodotte, perché in quel momento mancavano etichette di questo tipo". Secondo Hervé, "non c'era nulla in quel momento. Fatta eccezione per alcune buone band come Massacra, Loudblast, Agressor et Nomed, il resto rimanevano nella mediocrità". Inoltre la difficoltà dovuta alle differenze di lingua non aiutavano la comunicazione con altre nazioni. Di li a 4/5 anni la situazione francese cambiò molto, con un panorama di nuove band che crebbero anche grazie al lavoro della Osmose Productions.
Il primo album pubblicato dalla Osmose fu Worship Him degli svizzeri Samael nel 1991, inaugurando così la prima etichetta francese a produrre e distribuire metal estremo in Francia.

## Band sotto contratto
- Act of Gods
- Allfader
- Anal Vomit
- Angelcorpse
- Anorexia Nervosa
- Antaeus
- Arkhon Infaustus
- Axis of Advance
- Benighted
- Bestial Mockery
- Bewitched
- Black Witchery
- Blasphemic Cruelty
- Blasphemy
- Blasphereion
- Cirith Gorgor
- Dellamorte
- Dementor
- Demoniac
- Demonized
- Detonation
- Diabolos Rising
- Divine Decay
- Disfear
- Driller Killer
- Exciter
- Exmortem
- Extreme Noise Terror
- Frostmoon Eclipse
- Gehennah
- Glaciation
- Goat Semen
- Hacavitz
- Houwitser
- Impaled Nazarene
- Imperial
- Impiety
- Inferno
- Inhume
- Kristendom
- Laethora
- Lost Soul
- Loudpipes
- Malmonde
- Massacre
- Master's Hammer
- Melechesh
- Merciless
- Mystifier
- Necromantia
- Notre Dame
- Obligatorisk Tortyr
- Ondskapt
- Order from Chaos
- Pan.Thy.Monium
- Phazm
- Profanatica
- Raism
- Ravager
- Revenge
- Ritual Carnage
- Rok
- Sadistik Execution
- Seth
- Shadows Land
- Shining
- Sjodogg
- Slagmaur
- Sublime Cadaveric Decomposition
- Sulphur
- Swordmaster
- The Rocking Dildos
- Thesyre
- The Unkinds
- Thornspawn
- Tsatthoggua
- Vehementor Nos
- Vital Remains
- Yyrkon

### Band passate
- Abominator
- Absu
- Dark Tranquillity
- Enslaved
- Fides Inversa
- Immortal
- Marduk
- Mütiilation
- Pyogenesis
- Rotting Christ
- Samael
- Shining
- Sigh